# Oncopsis albicollis
Oncopsis albicollis är en insektsart som beskrevs av Hamilton 1983. Oncopsis albicollis ingår i släktet Oncopsis och familjen dvärgstritar. Inga underarter finns listade i Catalogue of Life.